# 黃銳林
黃銳林（George Yui-lam WONG，1953年—），包浩斯國際控股有限公司（港交所：0483）董事長、行政總裁及創辦人，一向創意型格的他，1991年成立，他最初代理名牌衣服，包括Levi's等品牌。直至他在1994年開始自創品牌，包括TOUGH、Salad、Bauhaus等本地品牌。
他在創立公司前，其實是在觀塘秀茂坪長大，自小並不富裕，畢業於長沙灣天主教英文中學。經刻苦努力下，在70年代畢業於柏立基教育學院（今香港教育大學，教育學院前身），之後當時是教師，到了1985年和前妻唐書文創立Winnie Embedded House，專門代理手袋，2005年成功把他創立的公司上市，他雖然是上市公司主席，但衣著非常簡單的。

## 外部連結
- 80後搵出路　做Sales有前途 RECRUIT[]